# أندريس فيشر مونيوث
أندريس فيشر مونيوث (بالإنجليزية: Andrés Fischer Muñoz)‏ هو رسام أمريكي، ولد في 1965.